# Rafael Masahiro Umemura
Rafael Masahiro Umemura (Yokohama, 14 de junho de 1952) é um prelado católico japonês, atual Bispo da Diocese de Yokohama. Também atua como presidente da Comissão de Administração Legal da Igreja, presidente da Comissão de Finanças e bispo responsável pela Comissão de Liturgia na Conferência dos Bispos Católicos do Japão.

## Biografia

### Educação
Dom Rafael nasceu em 14 de junho de 1952, em Yokohama, Província de Kanagawa, Japão. Graduou-se em 1972 pela Escola Eiko Gakuen, uma instituição jesuíta de prestígio. Após sua formação inicial, estudou direito canônico na Pontifícia Universidade Urbaniana, em Roma, entre 1986 e 1991, aprofundando-se nas leis da Igreja Católica.

### Vida eclesiástica
Em 21 de março de 1985, Rafael Masahiro Umemura foi ordenado padre. Após retornar de Roma, onde completou seus estudos, atuou como professor e responsável acadêmico no Seminário Católico de Tóquio. Em 27 de março de 1999, foi nomeado bispo da Diocese de Yokohama pelo Papa João Paulo II. Sua ordenação episcopal ocorreu em 15 de maio de 1999, na Yokohama Futaba Gakuen, presidida pelo Cardeal Peter Seiichi Shirayanagi, então arcebispo de Tóquio, com a participação de 18 bispos e 200 sacerdotes.

### Contribuições e posições
Dom Rafael é conhecido por sua atuação em diversas comissões da Conferência dos Bispos Católicos do Japão. Ele preside a Comissão de Administração Legal da Igreja e a Comissão de Finanças, além de ser o bispo responsável pela Comissão de Liturgia. Em uma entrevista ao jornal Yomiuri Shimbun em 2015, ele destacou a importância do Concílio Vaticano II, que levou a Igreja Católica a reconhecer humildemente seus erros e a adotar uma postura mais aberta e corretiva.
Um episódio marcante de seu episcopado envolveu a controvérsia sobre a preservação ou reconstrução da Igreja Católica de Shimizu, um marco histórico da Segunda Guerra Mundial. Apesar de uma petição com mais de 8.000 assinaturas enviada por um grupo de cidadãos ao Vaticano, à Conferência dos Bispos e ao próprio Dom Rafael, ele optou pela reconstrução do templo em 2020, citando razões de segurança estrutural.